# Овсепян Добкин, Марджори
Марджори Анаис Овсепян Добкин (Marjorie Anaïs Housepian Dobkin) (21.11.1922-08.02.2013) — американская писательница армянского происхождения.
Родилась в Нью-Йорке в семье армянских эмигрантов, выходцев из Киликии.
В 1944 году окончила Барнардский колледж. Работала там же секретарём директора и одновременно училась на литературном факультете Колумбийского университета. После его окончания преподаватель английского языка (1957—1988), заместитель декана по учебной части (1976—1993), профессор английского языка (1988—1993), эмеритированный профессор (1993—2013).
Печаталась с 1955 года, когда в январском номере журнала «The Atlantic» вышел её рассказ «How Can You Shame a Donkey?» 
Автор романа, ставшего бестселлером:
- A Houseful of Love («Полный дом любви») (Random House, 1957).

Автор исследования об оккупации Смирны и резне в Смирне в 1922 году, написанного по рассказам бабушки и других живых свидетелей, и архивным документам:
- The Smyrna affair [by] Marjorie Housepian • New York, Harcourt Brace Jovanovich [1971] • xi, 269 p. map (on lining papers) 22 cm.
- Smyrna 1922: the destruction of a city [by] Marjorie Housepian. With introduction by C. M. Woodhouse. London, Faber, 1972. 275 p. maps. 23 cm.

В 1989 году совместно с Джином Каллином (Jean Cullen) опубликовала роман «Inside Out» («Наизнанку») (Ivy Books, 224 стр.).
Награждена медалью Анания Ширакаци Академии наук Армянской ССР (1985).
Первый муж — Дональд Джонсон (развод). Второй муж (с 1957) — Махби Добкин (ум. 2004). Трое сыновей.